# رسم الأحمر (منبج)
رسم الأحمر قرية سوريّة تتبع إداريّاً لمحافظة حلب منطقة منبج ناحية خفسة، بلغ تعداد سكانها (1,024) نسمة حسب التعداد السكاني لعام 2004.